# Chocolate (песня Кайли Миноуг)
«Chocolate» — песня австралийской певицы Кайли Миноуг с её девятого студийного альбома Body Language (2003). Авторы композиции — Карэн Пул и Джонни Дуглас, который также является её продюсером. «Chocolate» — песня-баллада, в которой описывается одержимость Миноуг любовью. В композиции преобладают элементы диско и фанка, а Миноуг поёт шепчущим голосом с придыханием. Песня была выпущена 28 июня 2004 года как третий и заключительный сингл с Body Language. Песня записана в 2003 году.
Композиция получила смешанные отзывы критиков: некоторые критики хвалили стиль песни и вокал Миноуг, другие называли сингл старомодным. В Австралии песня достигла 14-й строчки, не сумев попасть в топ-10. В Великобритании композиция была более успешна: она достигла шестой строчки в британском чарте синглов, став 27-м синглом Миноуг, попавшим в топ-10 этого чарта. Также сингл попал в топ-20 чартов Венгрии и Италии.
Режиссёром видеоклипа на эту песню выступил Дон Шэдфорт. Видео было снято в дань уважения мюзиклам Metro-Goldwyn-Mayer. В клипе Миноуг вместе с танцорами исполняет танцевальную связку. Хореографию для клипа разработал Майкл Руни. Песня исполнялась на сольном концерте Миноуг «Money Can't Buy» и на телешоу Top of the Pops. Также «Chocolate» была включена в сет-листы гастрольных туров Миноуг Showgirl: The Greatest Hits Tour и Showgirl: The Homecoming Tour.

## История создания
Следом за международным успехом альбома Fever, Миноуг начала записывать девятый альбом Body Language. На создание пластинки певицу вдохновила музыка 1980-х годов. В записи альбома принимали участие Джонни Дуглас (который также принимал участие в записи седьмого альбома Миноуг Light Years) и Карэн Пул, которые выступили авторами «Chocolate», а Дуглас также является продюсером песни. Согласно официальному сайту певицы, «Chocolate» стала одной из её любимых песен с альбома Body Language. Композиция была выпущена 28 июня 2004 года на лейбле Parlophone как третий и заключительный сингл с пластинки. Макси-сингл включает в себя песню «City Games» — одну из первых песен, записанных для альбома.

## Коммерческий успех
В австралийском чарте синглов песня дебютировала под четырнадцатым номером, став первым синглом Миноуг после «Your Disco Needs You», не попавшим в первую десятку этого чарта. В общей сложности сингл продержался в хит-параде всего четыре недели. Также он попал в первую двадцатку итальянского чарта, заняв 14-е место, и вылетел на следующей неделе. В Великобритании песня была более успешна: она дебютировала на шестой строчке британского хит-парада, и семь недель находилась в первой сотне. «Chocolate» стал 27-м синглом Миноуг, попавшим в первую десятку британского чарта.

## Исполнение
15 ноября 2003 года на в лондонском концертном зале Hammersmith Apollo состоялось сольное шоу «Money Can't Buy» в поддержку альбома Body Language. Миноуг исполнила «Chocolate» во втором акте шоу «Bardello». 25 июня 2004 года Миноуг приняла участие в британской музыкальной телепрограмме Top of the Pops, в которой исполнила песню вживую. 9 июля в этой же программе она исполнила песню во второй раз.
В 2005 году «Chocolate» была включена в сет-лист гастрольного тура Showgirl: The Greatest Hits Tour. Однако, вскоре Миноуг диагностировали рак молочной железы на ранней стадии, и австралийские концерты были отменены. После выздоровления певица возобновила тур под названием Showgirl: The Homecoming Tour. В сет-лист этого тура вошла и песня «Chocolate».

## Список композиций
| - Британский CD-сингл 1. «Chocolate» (Radio Edit) — 4:02 2. «Love at First Sight» (Live) — 4:59 - Британский макси-сингл 1. «Chocolate» (Radio Edit) — 4:02 2. «City Games» — 3:44 3. «Chocolate» (Tom Middleton Cosmos Mix) — 7:31 4. «Chocolate» (EMÓ Mix Edit) — 4:32 - Британский виниловый диск 1. «Chocolate» (Tom Middleton Cosmos Mix) — 7:31 2. «Chocolate» (Radio Edit) — 4:02 3. «Chocolate» (EMÓ Mix) — 6:50 | - Австралийский макси-сингл 1. «Chocolate» (Radio Edit) — 4:02 2. «City Games» — 3:44 3. «Chocolate» (Tom Middleton Cosmos Mix) — 7:31 4. «Chocolate» (EMÓ Mix Edit) — 4:32 5. «Love at First Sight» (Live) — 4:59 |

## Чарты
| Страна (2004)               | Позиция |
| --------------------------- | ------- |
| Австралия                   | 14      |
| Австрия                     | 58      |
| Бельгия                     | 2       |
| Великобритания              | 6       |
| Германия                    | 43      |
| Италия                      | 14      |
| Нидерланды                  | 45      |
| Румыния                     | 2       |
| Франция                     | 69      |
| Швейцария                   | 53      |
| Шотландия                   | 10      |
| Россия (MTV 20 самых самых) | 1       |
| Россия (Еврохит топ 40)     | 5       |